# Xue Changrui
Xue Changrui (薛 长锐T, 薛长锐S, Xuē ChángruìP; Shandong, 31 maggio 1991) è un astista cinese, detentore dei record nazionali nella disciplina.

## Record nazionali
- salto con l'asta: 5,82 m ( Londra, 8 agosto 2012)
- salto con l'asta indoor: 5,81 m ( Orléans, 16 gennaio 2016)

## Palmarès
| Anno | Manifestazione      | Sede           | Evento           | Risultato | Prestazione | Note |
| ---- | ------------------- | -------------- | ---------------- | --------- | ----------- | ---- |
| 2013 | Campionati asiatici | Pune           | Salto con l'asta | Oro       | 5,60 m      |      |
| 2013 | Mondiali            | Mosca          | Salto con l'asta | 12º       | 5,50 m      |      |
| 2014 | Mondiali indoor     | Sopot          | Salto con l'asta | 5º        | 5,75 m      |      |
| 2014 | Giochi asiatici     | Incheon        | Salto con l'asta | Oro       | 5,55 m      |      |
| 2016 | Giochi olimpici     | Rio de Janeiro | Salto con l'asta | 6º        | 5,65 m      |      |
| 2017 | Mondiali            | Londra         | Salto con l'asta | 4º        | 5,82 m      |      |
| 2018 | Mondiali indoor     | Birmingham     | Salto con l'asta | 11º       | 5,60 m      |      |

## Altre competizioni internazionali
2014
- Argento in Coppa continentale ( Marrakech), salto con l'asta - 5,65 m